# Campionato Dilettanti Sicilia 1957-1958
Il Campionato Nazionale Dilettanti 1957-1958 è stato il V livello del campionato italiano. A carattere regionale, fu il primo campionato dilettantistico con questo nome, e il sesto se si considera che alla Promozione fu cambiato il nome assegnandogli questo.
Il campionato era organizzato su base regionale dalle Leghe Regionali e le vincenti di ogni girone venivano ammesse alla successiva fase regionale che attribuiva il titolo di lega, mentre erano complessivamente trentadue squadre, distribuite fra le regioni secondo lo schema della vecchia Promozione, a contendersi lo Scudetto Dilettanti.
Questo è il girone organizzato dalla Lega Regionale Sicula per la regione Sicilia.

## Squadre partecipanti
| Squadra                     | Città (provincia)              | Stagione 1956-1957          |
| --------------------------- | ------------------------------ | --------------------------- |
| A.S. Acquapozzillo-Acireale | Acireale (CT)                  | 4º in Promozione            |
| A.S. Augusta                | Augusta (SR)                   | 2º in Prima Divisione gir.B |
| A.S. Canicattì              | Canicattì (AG)                 | 7º in Promozione            |
| S.S. Idria                  | Francofonte (SR)               | 10º in Promozione           |
| A.S. Igea Virtus            | Barcellona Pozzo di Gotto (ME) | 5º in Promozione            |
| U.S. Juventina              | Palermo                        | 10º in Promozione           |
| Pol. Licata                 | Licata (AG)                    | 5º in Promozione            |
| S.S. Milazzo                | Milazzo (ME)                   | 8º in Promozione            |
| U.S. Modica                 | Modica (RG)                    | 15º in Promozione           |
| U.S. Nissena 1929           | Caltanissetta                  | 14º in Promozione           |
| Pol. Plutia                 | Piazza Armerina (EN)           | 16º in Promozione           |
| U.S. Pozzallo               | Pozzallo (RG)                  | 1º in Prima Divisione gir.B |
| A.S. Ribera                 | Ribera (AG)                    | 9º in Promozione            |
| A.S. Termini Imerese        | Termini Imerese (PA)           | 3º in Promozione            |
| U.S. Terranova              | Gela (CL)                      | 13º in Promozione           |
| U.S. Vittoria               | Vittoria (RG)                  | 10º in Promozione           |

## Classifica finale
|  | Pos. | Squadra           | Pt       | G  | V  | N | P  | GF | GS | DR  |
|  | ---- | ----------------- | -------- | -- | -- | - | -- | -- | -- | --- |
|  | 1.   | Acquapozzillo     | 46       | 28 | 20 | 6 | 2  | 60 | 20 | +40 |
|  | 2.   | Licata            | 45       | 28 | 19 | 7 | 2  | 54 | 19 | +35 |
|  | 3.   | Idria             | 36       | 28 | 14 | 8 | 6  | 41 | 23 | +18 |
|  | 4.   | Nissena           | 32       | 28 | 13 | 6 | 9  | 47 | 33 | +14 |
|  | 4.   | Canicattì         | 32       | 28 | 14 | 4 | 10 | 55 | 40 | +15 |
|  | 6.   | Juventina Palermo | 31       | 28 | 12 | 7 | 9  | 43 | 34 | +9  |
|  | 7.   | Milazzo           | 30       | 28 | 12 | 6 | 10 | 37 | 29 | +8  |
|  | 8.   | Termini           | 28       | 28 | 14 | 0 | 14 | 31 | 36 | -5  |
|  | 9.   | Igea Virtus (-2)  | 25       | 28 | 10 | 7 | 11 | 42 | 36 | +6  |
|  | 10.  | Vittoria          | 23       | 28 | 9  | 5 | 14 | 34 | 39 | -5  |
|  | 10.  | Megara Augusta    | 23       | 28 | 7  | 9 | 12 | 38 | 45 | -7  |
|  | 12.  | Ribera (-1)       | 22       | 28 | 10 | 3 | 15 | 40 | 44 | -4  |
|  | 13.  | Pozzallo (-3)     | 19       | 28 | 7  | 8 | 13 | 32 | 58 | -26 |
|  | 14.  | Plutia            | 13       | 28 | 4  | 5 | 19 | 15 | 59 | -44 |
|  | 15.  | Terranova Gela    | 7        | 28 | 2  | 3 | 23 | 8  | 66 | -58 |
|  | ---  | Modica            | Ritirato |    |    |   |    |    |    |     |

Legenda:

      Campione siciliano del C.N.D. e ammesso alle finali nazionali.
      Retrocesso in Seconda Categoria.
Note:

Due punti a vittoria, uno a pareggio, zero a sconfitta.
Pari merito in caso di pari punti.

## Verdetti finali
- Acquapozzillo-Acireale qualificato alle finali del Campionato Nazionale Dilettanti.
- Acquapozzillo-Acireale promosso in Campionato Interregionale.
- Modica rinuncia al campionato alla 5ª giornata, annullati tutti i risultati.